# California Trail

Kaart van de belangrijkste migratieroutes door het noordwesten van de VS met huidige staatsgrenzen. De California Trail in rood.

De California Trail was een route ("trail") waarlangs in de 19e eeuw kolonisten vanuit de Verenigde Staten naar het westen trokken, om in Oregon of Californië een nieuw bestaan op te bouwen. De zware route liep vanaf de Missouri over de Great Plains, over de Rocky Mountains, door de woestijn van het Grote Bekken (Great Basin) en over de Sierra Nevada. Vanaf ongeveer 1840 trokken rond de 250.000 kolonisten en goudzoekers over de California Trail naar het westen, aangetrokken door het nog grotendeels onbewoonde, vruchtbare land van Californië, en de Californische goldrush vanaf 1848. Goudzoekers en kolonisten uit het oosten van Amerika konden gebruik maken van routes over land, over zee en gecombineerde routes over zee en land. De route over land werd gebruikt door ruim de helft van de Amerikaanse migranten omdat het de goedkoopste was. De reis kostte ongeveer 200 dollar, inclusief een wagen en proviand. In totaal was de route ongeveer 8000 kilometer lang, maar er waren verschillende varianten en vertakkingen mogelijk. Tegenwoordig worden delen van de California Trail onderhouden door de National Park Service in het kader van het National Trail System.

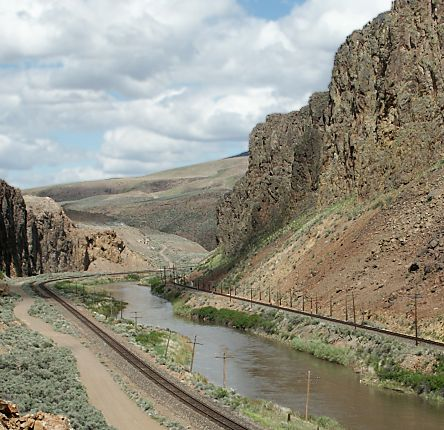
Kloof van de rivier de Humboldt, waar de California Trail doorheen liep.

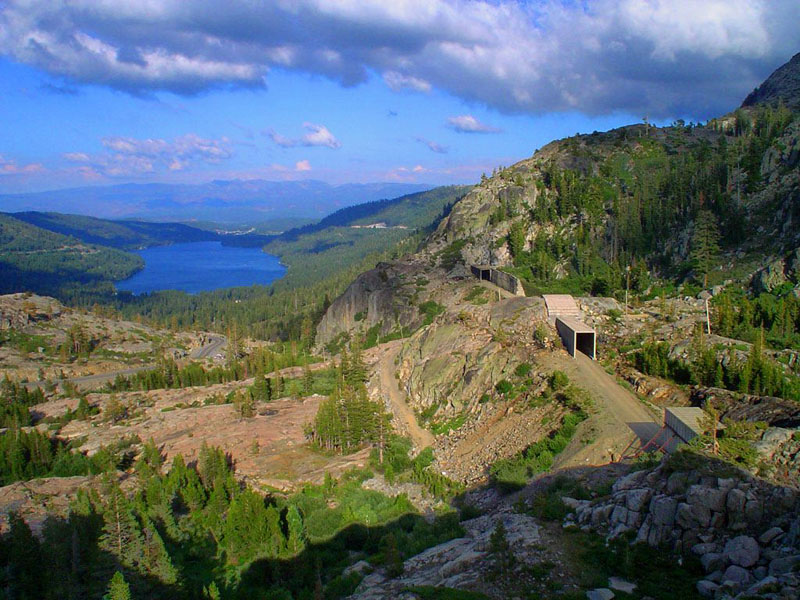
Donner Pass, waar een van de vertakkingen van de California Trail over de Sierra Nevada liep.

## Ontwikkeling van de route

### Eerste verkenningen
In de eerste helft van de 19e eeuw viel Californië als Alta California onder achtereenvolgens Spaans en Mexicaans gezag. Vanwege de grote afstand tussen het bestuur in Mexico-City en Alta California bleef Califonië een dunbevolkte verre uithoek van Nieuw-Spanje en vanaf 1821 van het onafhankelijke Mexico. De eerste versies van de Oregon en California Trail werden tussen 1811 en 1840 verkend door verkenners/ontdekkingsreizigers (zogeheten mountain men) en bonthandelaars. Aanvankelijk waren de routes enkel begaanbaar te voet of te paard, eventueel met lastdieren (muildieren, paarden of ezels) voor bagage. Vanaf 1844 was er sprake van een gevestigde route en werd de tocht voor het eerst met huifkarren ondernomen.
In het begin van de negentiende eeuw wist men enkel dat achter de Great Plains de Rocky Mountains lagen, maar men had geen idee van de aard van het terrein tussen de Rockies en de oceaan. Vanwege de hoop achter de Rockies een bevaarbare rivier te vinden die in de Grote Oceaan uitkwam, verscheen vanaf het einde van de 18e eeuw een fictieve rivier met de naam Buenaventura op kaarten van het westen van Noord-Amerika. Deze moest stromen waar zich de woestijn van het Grote Bekken bevindt.
In 1812 werd South Pass (2259 m) in het huidige Wyoming ontdekt door verkenner Robert Stuart: een van de gemakkelijkste plaatsen om de Continental Divide over te steken. Stuart werd gefinancierd door John Jacob Astor en keerde terug van een van de eerste expedities naar het Oregon Country in het noordwesten. Twaalf jaar later herontdekten bonthandelaars Jedediah Smith en Thomas Fitzpatrick de route via South Pass. Deze kon gemakkelijk bereikt worden via de rivieren de Platte, North Platte en Sweetwater doorheen het toenmalige nog niet door blanken bevolkte gebied van het latere Nebraska en Wyoming. Het gebied tussen Missouri en de Continental Divide was toen niet-georganiseerd grondgebied van de Verenigde Staten. Het gebied ten westen van de Continental Divide was (nog) een weinig verkend gebied: de Oregon Country ten noorden van de 42e breedtegraad en territorium van de nieuwe Mexicaanse staat ten zuiden van de 42e breedtegraad. Beide territoria werden dus wel geleidelijk aan verkend door Amerikanen.

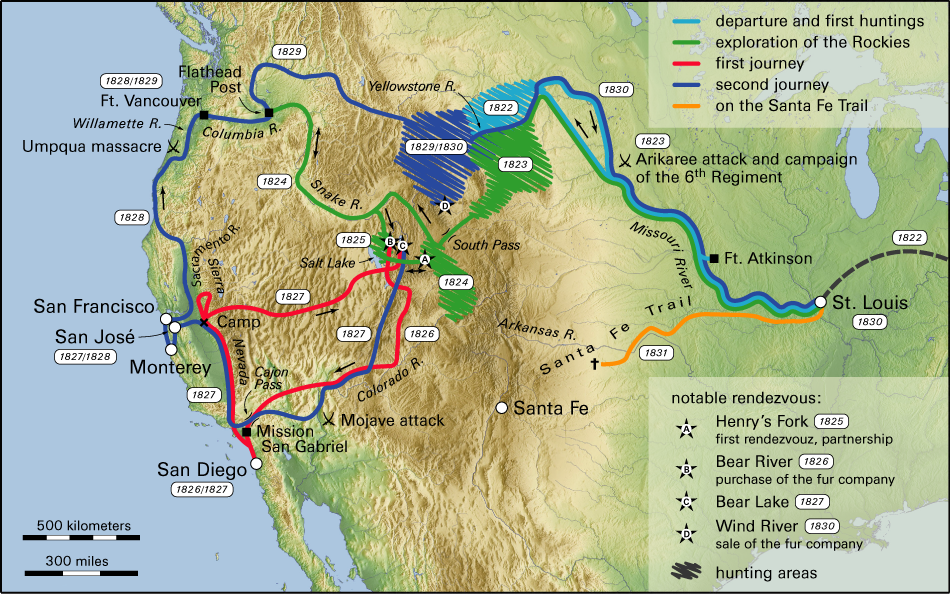
In rood de reis van Jedediah Smith in 1826-27, tevergeefs op zoek naar de Buenaventura/Humboldt

De Amerikaanse ontdekkingsreiziger Jedediah Smith ging in 1826-27 op zoek naar de Buenaventura, en reisde tot diep in het Mexicaanse grondgebied van Alta California. Hierbij verkende hij onder meer de vallei van Las Vegas, in het zuiden van het hedendaagse Nevada, maar ontdekte de rivier de Humboldt niet. Ook op zijn terugtocht, dwars doorheen de droge woestijn van het Grote Bekken, waar hij bijna stierf door uitdroging, kon hij de Humboldt (of een andere goede route) niet vinden. In 1828 ontdekte Canadees Peter Skene Ogden de Humboldt wel, die van cruciaal belang zou worden voor de ontwikkeling van de California Trail. In de jaren 1830 werden delen van de latere California Trail ontdekt en ontwikkeld door pelsjagers van de Rocky Mountain Fur Company (vanaf 1834 de American Fur Company). Er leefden echter weinig bevers langs de Humboldt en de rivier was daarom minder interessant voor de pelsjagers. Bont werd minder gewild in de jaren 1840, maar er was zo wel een zekere groep die de nodige kennis van de routes, de rivieren en de Indianen had om reizen te ondernemen naar het westen. De Amerikaanse regering had haar oog laten vallen op het gebied ten westen van de Rocky Mountains en hoopte door het stimuleren van kolonisten haar invloed in het Mexicaanse Alta California te vergroten.

### 1834: Walker
De pelshandelaar en officier Benjamin Bonneville, ook gefinancierd door John Jacob Astor, zond in 1833-34 de verkenner Joseph R. Walker eropuit om het gebied ten westen van de Green River in het huidige Utah te verkennen, met als doel een route te vinden naar Californië. Ten westen van de Green River ligt de bergachtige woestijn van het Grote Bekken en Walker ontdekte daar de Humboldt, de gehoopte Buenaventura, die een natuurlijke verbinding van oost naar west door het droge en bergachtige gebied vormt. De Humboldt was later van cruciaal belang omdat erlangs zoet water en gras te vinden was in het voor de rest droge gebied van het Grote Bekken. Walker ontdekte eveneens dat deze Humboldt niet tot de Grote Oceaan liep, maar eindigde in een zoutmeer. Hij stak de hete en droge Forty Mile Desert over en bereikte de Carson, een rivier die uit de Sierra Nevada stroomt. Hij vond en zocht een weg over deze bergen en via de rivier de Stanislaus bereikte hij de Centrale Vallei van Californië en ten slotte de Mexicaanse hoofdplaats van Californië, Monterey. Op aanraden van de Indianen keerde hij terug via een zuidelijkere en lagere pas over de Sierra Nevada, die later naar hem vernoemd werd (Walker Pass, 1600 m).

### 1841: Bidwell
In 1836 was de eerste route naar de Oregon Country ondernomen via de route over South Pass naar Fort Hall in het huidige Idaho. Fort Hall was een handelspost gesticht in 1834 in het neutrale Oregon Country. Een kleine groep kolonisten onder leiding van John Bidwell was in 1841 de eerste groep kolonisten die via de "California Trail" door relatief onbekende gebieden Californië wist te bereiken. Deze groep was op weg naar Oregon, maar bij Soda Spring koos de helft van de groep ervoor om Californië te proberen te bereiken door naar het westen te gaan in plaats van naar het noordwesten (Fort Hall). Ze hadden geen gidsen of kaarten en wisten enkel dat de Humboldt gevonden diende te worden. Ze dwaalden door het Grote Bekken en vonden uiteindelijk de Humboldt. Later zou de Salt Lake Cutoff een succesvol alternatief voor de hoofdroute vormen. Deze liep in het oosten zuidelijker dan de route van Bidwell (via Salt Lakte City), maar liep daarna noordelijker naar de City of Rocks. Langs deze noordelijkere route, verder weg van het Great Salt Lake, was meer water en gras te vinden. Na Humboldt te volgen en de moeilijke oversteek van de Forty Mile Desert bereikte de groep van Bidwell de rivier de Walker, een rivier die uit de Sierra Nevada stroomt, zuidelijker dan de Carson die Joseph Walker twee jaar eerder had gevolgd. Bij wonder bereikten ze allemaal heelhuids Californië.

### 1842-43: Chiles-Walker
Joseph B. Chiles, een lid van de Bidwell Party van 1841, keerde in 1842 terug naar het oosten. Hierbij ontdekte hij de route via Granite Pass, een efficiënte manier om vanuit het oosten de Humboldt te bereiken. Dit zou de standaardroute van de California Trail worden in de volgende jaren. In 1843 leidde hij de eerste van zeven "parties" naar het westen. Hij nam "mountain man" Joseph R. Walker in dienst als gids. Ze splitsen in twee groepen en de routes van de twee groepen splitsten ten westen van Fort Hall. Chiles stuurde Walker via de "Granite Pass" route naar de Humboldt. Walker's groep volgde ten westen van Fort Hall de Raft River, een zijrivier van de Snake, en ging zuidwestwaarts. Via de latere standaardroute bereikte ze de Humboldt, staken de Forty Mile Desert over en bereikte de Carson. De Sierra Nevada staken ze over bij Walker Pass in het zuiden, een moeilijk route in december 1843. Chiles bereikte Californië door de Oregon Trail langer te volgen en via de rivier de Malheur (een noordelijke route).

### 1843-44: Fremont
In 1843-44 bracht de ontdekkingsreiziger en kolonel in het Amerikaanse leger John Charles Frémont het land ten westen van de Rocky Mountains voor het eerst gedetailleerd in kaart. Hij ontdekte eveneens de Carson Pass (2613 m) over de Sierra Nevada en staken deze in de winter over. Fremont gebruikte de vergaarde informatie van zijn tochten in 1843–44 en 1846–47 om in 1848 de eerste "goede" kaart van Californië te publiceren.

### 1844: Eerste konvooi met huifkarren
In 1844 slaagden de eerste kolonisten erin met huifkarren over de Sierra Nevada te trekken. Deze Stephens-Townsend-Murphy Party volgde de in 1842 en 1843 door Chiles en Walker verkende route via Fort Hall, de Raft River en de City of Rocks. Na de Humboldt volgden ze wat de Truckee Trail zou worden, één takken van de California Trail over de Sierra Nevada. Deze staken ze als eerste blanken over bij de 2151 meter hoge Donner Pass.

### Een gevestigde route
Vanaf toen was de "California Trail" goed gevestigd en konden verschillende parties de tocht wagen. Frémont leidde samen met Lansford W. Hastings in de daarop volgende jaren meerdere honderden kolonisten over de Sierra Nevada. Er zouden ook verschillende "cutoffs" ontstaan met wisselend succes. In 1846 werd Alta California bezet door de Verenigde Staten en in 1848 werd het gebied door Mexico afgestaan. Ook in 1848 werd de Oregon Country officieel deel van de Verenigde Staten. Nog in hetzelfde jaar brak de Californische goudkoorts uit, wat honderdduizenden migranten de California Trail op stuurde in 1849 en de volgende jaren. De California Trail zou verder ontwikkeld worden; zo kwamen er ponten of werden er bruggen gebouwd bij de oversteek van grote rivieren en ontstonden er ondersteunende nederzettingen langs de Trail.

## Route
De gekozen route hing af van de keuze van bestemming en het soort en aantal dieren en huifkarren dat werd meegenomen.

### Missouri – South Pass: over de Plains

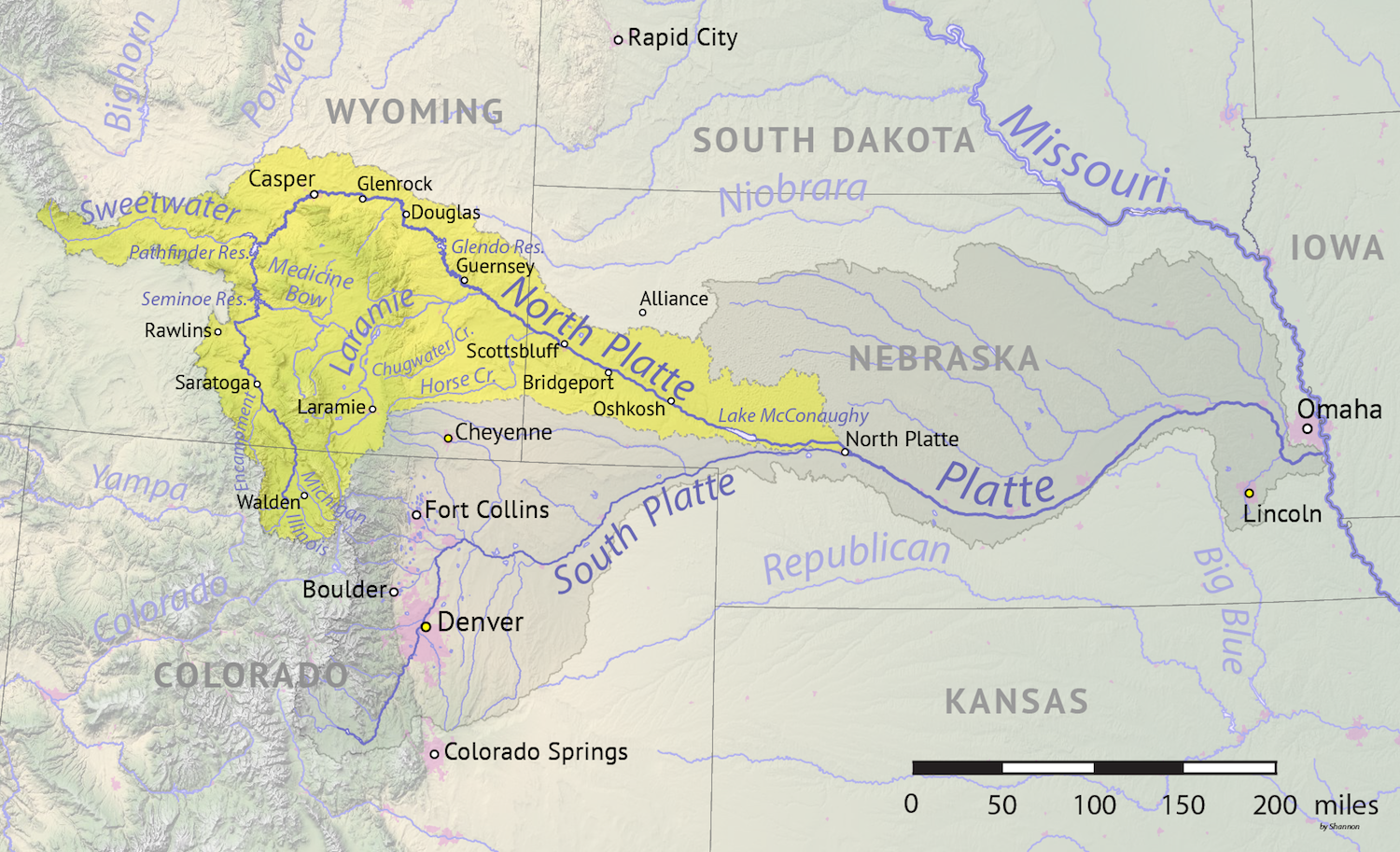
Het stroomgebied van de North Platte en zijrivier Sweetwater

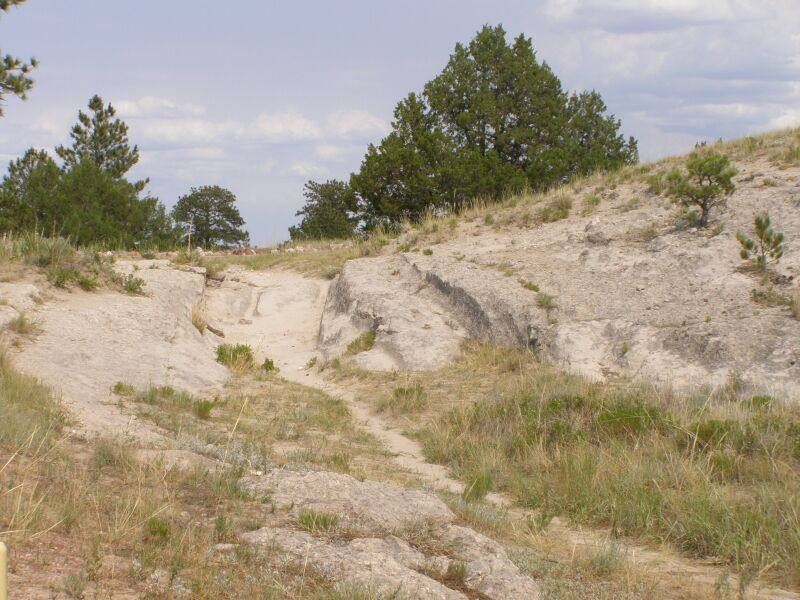
Wagensporen langs de North Platte nabij Guernsey in Wyoming, net voorbij Fort Laramie

Het gedeelte door de Great Plains liep gelijk op met de Oregon Trail (vanaf 1843) en (vanaf 1847) Mormon Trail. Het begin liep via Saint Louis door Missouri of door Iowa. Veel gebruikte startpunten waren Kansas City of het nabije Independence in Missouri (beiden op de rivier de Missouri en bereikbaar per boot vanaf de Mississippi). Later werd ook de oversteek van de Missouri bij Omaha in Nebraska/Kanesville in Iowa vaak gebruikt. Uiteindelijk werd Fort Kearny bereikt op de rivier de Platte in Nebraska. Fort Kearny was een legerpost gesticht in 1848 en bood gedurende twintig jaar een veilige rustplaats in dit nieuwe, vijandige land. Tot 1854 was dit immers ongeorganiseerd territorium van de Verenigde Staten.
Vanaf Fort Kearny werden de Platte en de North Platte gevolgd westwaarts door Nebraska naar de tegenwoordige staat Wyoming. Langs de North Platte werd Fort Laramie bereikt, een in de jaren 1830 gestichte handelspost en vanaf 1849 een militaire legerpost. Verder leidde de California Trail langs de Sweetwater de Rocky Mountains in. Een eerste belangrijk punt op de tocht was de passage van Independence Rock, zo genoemd omdat deze op 4 juli 1824 door Jedediah Smith ontdekt was én omdat de migranten deze rots best vóór 4 juli passeerden om op tijd aan de westkust te raken.

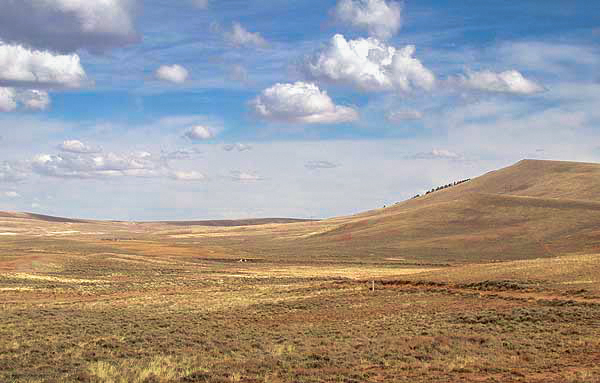
De open vlakte van South Pass

De continentale waterscheiding werd gepasseerd op de gemakkelijke South Pass, tegenwoordig in het oosten van Wyoming. South Pass is geen bergpas maar eerder een open (hoog)vlakte tussen de Windy River Range (Centrale Rocky Mountains) in het noorden en de Park Range (Zuidelijke Rocky Mountains) in het zuiden.

### South Pass – Fort Hall: door de Westelijke Rockies

Fort Hall was een belangrijke post op de Oregon Trail

Na South Pass werd de Big Sandy River gevolgd, een zijrivier van de Green River, die op zijn beurt een belangrijke zijrivier is van de Colorado. Vervolgens diende men deze Green River over te steken, een relatief diepe rivier waar als snel een ferrydienst werd uitgebaat. Uiteindelijk bereikte men Fort Bridger, een bonthandelspost die in 1842 gesticht werd en een belangrijk punt werd langs de Oregon en California Trails. Ten westen van Fort Bridger begonnen de bergen van de Westelijke Rocky Mountains, waar men hoe dan ook doorheen moest. De Mormon Trail, richting Salt Lake City, die in 1847 ontwikkeld werd, splitste hier af naar het zuidwesten, terwijl de California en Oregon Trails verder naar het noordwesten liepen tot Fort Hall, in het zuiden van het Oregon Territory (tegenwoordig in de staat Idaho). Deze route vermeed de hoge bergpassen van de Wasatch Range ten oosten van Great Salt Lake en vermeed de waterloze zoutvlakte van de Great Salt Lake Desert, ten zuidwesten van het Great Salt Lake. De Oregon en California Trail gingen westelijk, over de waterscheiding met het Grote Bekken tot de vallei van de Bear River om daar noordwaarts te draaien.
Later ontstond er een kortere versie die niet langs Fort Bridger passeerde maar vanaf de "Parting of the Ways", twintig mijl ten westen van South Pass, een directe westelijke route volgde. Deze "Sublette cutoff" bestond tussen de Big Sandy River en de Green River echter uit een zeer droog gebied, maar was wel 80 kilometer korter dan de route via Fort Bridger. Na de oversteek van de Green River moest men ook nog over de 2400 meter hoge bergpassen van de Wyoming Range om bij Cokeville de hoofdroute langs de Bear River te bereiken.
De Bear werd via het huidige Montpellier gevolgd tot Soda Springs, waar men vaak even pauzeerde. Vervolgens werd de Bear River verlaten om de vallei van de Portneuf te bereiken. Hierbij verliet men het Grote Bekken en kwam men in het stroomgebied van de Snake River. De Portneuf volgde men naar het westen (stroomafwaarts) of – couranter – even naar het noorden om dan het noordelijke einde van de Portneuf Range in de huidige Fort Hall Indian Reservation over te steken. Zo kon men uiteindelijk Fort Hall bereiken.
De afstand van Fort Bridger tot Fort Hall was ongeveer 340 kilometer lang en duurde gewoonlijk negen tot twaalf dagen.

### Fort Hall – Lake Humboldt: langs de Humboldt door het Grote Bekken

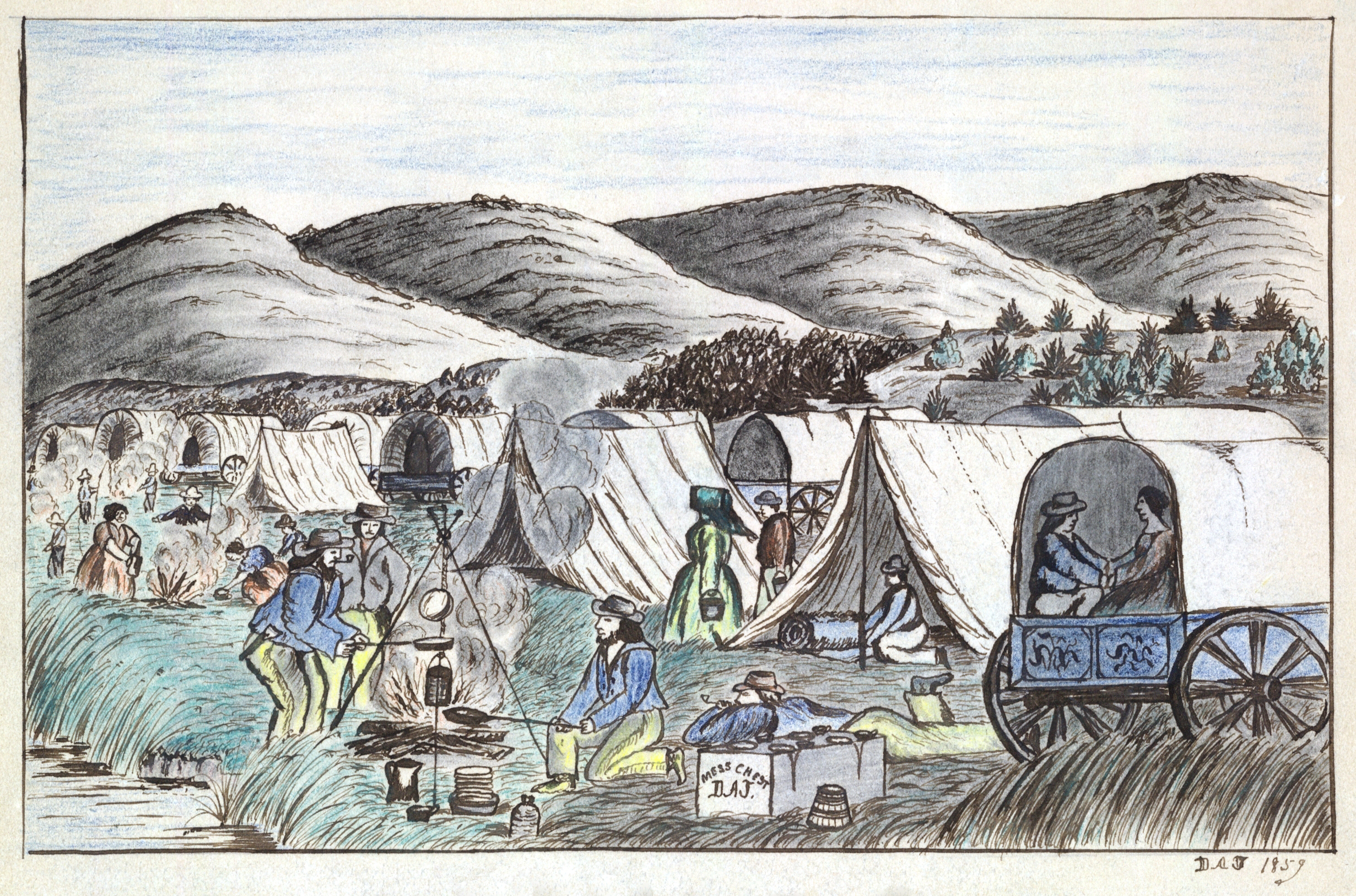
Een kamp bij de Humboldt in 1859

Iets ten westen van Fort Hall liep de Oregon Trail verder naar het westen langs de Snake River en splitste de California Trail af naar het zuidwesten. Na de City of Rocks, bij het huidige Almo, moest men over de 2130 meter hoge Granite Pass westwaarts, om dan de vallei van de Goose Creek stroomopwaarts naar het zuidwesten te volgen. De waterscheiding tussen de Columbia en het Grote Bekken werd overgestoken en men kwam in de Thousand Springs Valley om daar zuidwestelijk te blijven gaan en zo bij Humboldt Wells de Humboldt te bereiken. Deze rivier werd vervolgens gevolgd door het grootste deel van het noorden van de huidige staat Nevada. De rivier leidt door de Carlin Canyon, een smalle kloof die bij hoogwater nauwelijks doorgaanbaar was. Ten westen van deze kloof verlaat de route even de Humboldt om over Emigrant Pass te gaan. De huidige I-80 passeert vandaag deze plek nog steeds.

### Lake Humboldt – Californië: over de Sierra Nevada
Waar de Humboldt in het meer Humboldt Sinks uitmondt, splitste de California Trail in twee routes. Hier begon een van de moeilijkste delen van de route, aangezien tussen de rivieren de Humboldt en de Truckee of Carson de zogeheten "Forty Mile Desert" lag, een 40-mijls brede oversteek zonder zoet water. De noordelijke route, de Truckee Trail, liep door de woestijn naar het westen, en bereikte de Truckee bij het huidige Wadsworth. Deze route stak de Sierra Nevada over via de Donner Pass. De zuidelijke route, de Carson Trail, liep door de woestijn naar het zuidwesten, om de rivier de Carson te bereiken bij het huidige Fallon. De route vervolgde naar de Carson Pass te lopen, waar de Sierra Nevada werd overgestoken. Beide routes kwamen uiteindelijk uit bij Sutter's Fort, tegenwoordig in de bebouwde kom van Sacramento, de hoofdstad van Californië. Vanaf 1849 werd de Carson Trail de hoofdroute.

### Varianten

#### Hastings Cutoff (1846)
Er ontstonden verschillende varianten op de hoofdroute die stukken van de route afsneden om sneller in Californië te geraken (om op tijd, voor de winter, de Sierra Nevada te kunnen oversteken). Een van deze routes, de zogeheten Hastings Cutoff, ging bij Fort Bridger westelijk. De route volgde Echo Creek en de Weber stroomafwaarts richting het Great Salt Lake. Men moest hierbij ook door de Wasatch Range ten oosten van het Great Salt Lake (via de moeilijke Weber Canyon) en moest daarna de grote zoutvlakte ten zuidwesten van het Great Salt Lake passeren (de Great Salt Lake Desert). Deze route was een stuk korter dan de route via Fort Hall, maar was een stuk moeilijker met meer bergen en waterloze zoutvlaktes. Na de ontdekking door Hastings in 1846 werd deze route niet vaak meer gebruikt. Het oostelijke deel van de route, tot Salt Lake City, werd een jaar later wel de zogeheten "Mormon Trail" (zij het wel via een zuidelijkere doorsteek dan de Weber Canyon).
De eerste transcontinentale spoorweg, afgewerkt in 1869, volgde grotendeels Hastings Cutoff (via de Weber Canyon en dus niet via het huidige Salt Lake City) en langs de noordzijde van het Great Salt Lake (bij Promontory Summit). Later werd de spoorweg zuidelijker heraangelegd doorheen het Great Salt Lake. Meer westelijk werd de spoorweg via de Truckee en Donner Pass aangelegd, net als de I-80 een eeuw later. De huidige Interstate 80 gebruikt grotendeels de kortere route van Hastings, voornamelijk ten westen van Salt Lake City. Bij de Wasatch Range loopt de I-80 een stuk zuidelijker dan Hastings route, maar de Interstate 84 loopt wel via de Weber Canyon.

#### Salt Lake Cutoff (1848)
Deze route was maar iets korter dan de normale route via Fort Hall maar passeerde via Salt Lake City. Reizigers vanuit het oosten namen eerst de Mormon Trail, door de bergen van de Wasatch Range, tot Salt Lake City. Daar konden ze voorraden inslaan. Via de Salt Lake Cutoff kon men de City of Rocks bereiken op de hoofdroute. De route passeerde ten noorden van het Great Salt Lake en vermeed zo de Great Salt Lake Desert ten westen van Salt Lake City.
De route werd ontdekt in 1848 door soldaten van het Mormon Battalion die terugkeerden van de oorlog tegen Mexico in Californië. Vanaf de City of Rocks, ondertussen een ijkpunt op de gevestigde California Trail, passeerden ze langs de noordelijke zijde van het Great Salt Lake om zo hun thuis, het in 1847 gestichte Salt Lake City te bereiken.

#### Lassen Trail (1848)
De Lassen Trail volgde bij Fort Hall eerst de California Trail om dan de Humboldt te volgen en uiteindelijk naar het noordwesten te gaan door de Black Rock Desert. Hierna werd het Goose Lake bereikt op het Modoc Plateau. Hier splitste de route in twee. De Applegate Trail, een langer alternatief voor de gevaarlijke passages van de Snake en Columbia op de Oregon Trail, ging vanaf 1846 noordwaarts naar de Willamettevallei in Oregon. De Lassen Trail, een onnodig lange route, ging vanaf 1848 zuidwaarts om het noorden van Californië te bereiken. De Lassen Trail was bedacht om de Forty Mile Desert te vermijden, maar moest eveneens vele droge stukken oversteken en was daarbovenop nog veel langer dan de meer zuidelijke routes naar Californië. De Lassen Trail werd voornamelijk "per ongeluk" gebruikt door migranten die zonder gids of kaart reisden en vele reizigers van de Lassen Trail bekloegen zich deze keuze.

#### Mormon Road (1848-1849)
Deze route, eerder een alternatief voor de California Trail dan een variant, werd voor het eerst in 1848 gebruikt door terugkerende soldaten van het Mormon Battalion die Zuid-Californië waren gaan veroveren. Het deel ten zuidwesten van het huidige Parowan volgde een oude Spaanse route tot het huidige Halfway Wash. Daar ging de route meer westelijk via wat nu de vallei van Las Vegas is richting Resting Springs (bij de Resting Spring Range in de Chicago Valley in Inyo County) in de Mojavewoestijn. Dit stuk was in 1844 al ontdekt door John Freemont toen hij terugkeerde uit Californië. Het jaar nadien, in 1849, werd deze route voor het eerst veel gebruikt. Veel migranten die (te) laat in 1849 bij de Sierra Nevada zouden aankomen wilden de gevaarlijke oversteek vermijden en gebruikten vanaf Salt Lake City een zuidelijke route naar het zuiden van Californië. Bij Salt Lake City, gesticht in 1847, gingen ze naar het zuidwesten.
Deze route ging terug op de "Old Spanish Trail", die Santa Fe verbond met Los Angeles. Een deel van deze Old Spanish Trail was al verkend door Spanjaarden vanaf de zestiende eeuw, maar de gehele route werd pas echt "in gebruik genomen" in 1830 in de Mexicaanse tijd. Tezamen met de oudere Santa Fe Trail, die het oosten van de Verenigde Staten sinds 1792/1822 verbond met Santa Fe, vormde deze route een zuidelijk alternatief voor de gehele California Trail.

#### Beckwourth Trail (1851)
In 1850 vond James Beckwourth een route die de Truckee verliet bij Truckee Meadows (net ten oosten van Reno, bij het huidige Sparks). Zijn Beckwourth Trail vormde een alternatief voor de Truckee en Carson Trail, het laatste deel van de California Trail. Zijn route stak de Sierra Nevada over bij Beckwourth Pass, die slechts 1591 meter hoog was: een stuk lager dan de 2151 meter hoge (en steile) Donner Pass of de 2637 meter hoge Carson Pass. De route eindigde in de Centrale Vallei van Californië bij Marysville. Vanaf de late zomer van 1851 werd de route gebruikt door migranten naar het westen. In 1906 werd er eveneens een spoorwegtunnel (de Chilcoottunnel) onder de pas aangelegd voor de Western Pacific Railroad (nu de Union Pacific Railroad).

#### Central Overland Route (1859)
Deze variant werd in 1859 ontdekt en vormde een (nog droger, maar korter) alternatief voor de route via de Humboldt. Een legerexpeditie vertrok nabij Salt Lake City en bereikte via een zuidelijke route Genoa, bij de Carson Trail. De route lag zuidelijker dan Hastings Cutoff door de woestijn van het Grote Bekken en passeerde het hedendaagse Fish Springs National Wildlife Refuge, Ibapah, Ely en Eureka. Deze route was maar liefst 450 kilometer korter dan de standaardroute via Fort Hall en werd later ook gebruikt door de Pony Express en door de eerste transcontinentale telegraaflijn. Na de ingebruikname van de spoorweg in 1869 werd deze route, net als de telegraaflijn, niet meer onderhouden.

## Gebruik van de route
Onder de reizigers waren veel handwerkslieden, maar het merendeel, ruim twee derde, was boer. Veel boeren waren al in het bezit van een huifkar met ossen, gereedschap en een pistool, en ze konden door hun varkens te slachten en hun tarwe te malen voorzien in proviand in de vorm van gezouten varkensvlees en meel.

### Parties
De migranten verzamelden zich voor hun reis in steden als Independence en St. Joseph. Ze organiseerden zich in groepen, de zogenoemde parties, vaak bestaande uit familieleden en buren, en ze kozen een leider. Een party bestond meestal uit vijftig tot honderd personen, met twintig tot veertig huifkarren.
Tienduizenden Amerikanen reisden langs de California Trail, dwars over het continent. De reis was zo'n 5000 kilometer lang en de snelheid van de karavanen was laag, waardoor de tocht drie tot zeven maanden duurde. Als de wagens getrokken werden door ossen, wat vaak het geval was, vorderde het gezelschap 20 tot 25 kilometer per dag. Wagens waar duurdere paarden of muilezels voor stonden, haalden op een dag een afstand van ruim 40 kilometer. Timing van het vertrek was een moeilijke zaak. Vertrokken ze te vroeg dan was er in het voorjaar misschien niet genoeg gras voor de ossen. Vertrokken ze te laat dan liepen ze het risico vast te komen zitten in de sneeuw in de Sierra Nevada, een lot dat de onfortuinlijke Donner Party drie jaar tevoren getroffen had.
De route ging zoveel mogelijk door rivierdalen omdat daar water en voer voor de trekdieren te vinden was. Op veel plaatsen moest een rivier worden overgestoken, waarbij vaak wagens verloren gingen en mensen, trekdieren en vee verdronken. Ook de woestijngebieden in Nevada eisten hun tol. Na het passeren van een party lagen de woestijnen hier en daar bezaaid met voorwerpen die uit de huifkarren waren gegooid om de last te verlichten, opdat de huifkarren sneller konden rijden.

### Eigen wetten
Elke groep migranten was verantwoordelijk voor zijn eigen welzijn, wetten, veiligheid en organisatie. Misdaden begaan tijdens de reis werden berecht door informele rechtbanken, met rechters en jury's die gekozen werden door de leden van de groep. Huwelijken, geboorten, begrafenissen, de taakverdeling, het delen van middelen: dat alles werd geregeld door de leider of door een stemming. De groepen waren niet altijd stabiel van samenstelling. Ruzies resulteerden vaak in het uiteenvallen van het gezelschap. Soms sloot een afgescheiden groep zich aan bij een grotere karavaan, omdat samen reizen duidelijke voordelen bood. Het leger stimuleerde passerende groepen migranten om zich samen te voegen, om beter beschermd te zijn tegen indianen. De gelukszoekers waren steevast zwaar bewapend om aanvallen af te kunnen slaan. Die aanvallen kwamen echter nauwelijks voor, al veroorzaakten indianen wel veel overlast door diefstal.

### Ziekten
Duizenden migranten overleden tijdens de tocht aan slangenbeten, scheurbuik, uitdroging en ziekten als vlektyfus, mazelen en cholera. Ook kwamen veel dodelijke ongevallen voor, zoals vuurwapenincidenten en onder de wielen van de wagen belanden. Menig gelukszoeker verloor onderweg zijn wagen en een groot deel van zijn voorraden. Sommige laatkomers zouden in de bergen zijn omgekomen als er geen hulptroepen waren opgedaagd. Een van de organisatoren van die acties was John Sutter, die eerder ook de Donner Party te hulp was gekomen. Ook op andere routes dan de California Trail, zoals routes door Texas, Mexico en Arizona, dreigden gevaren, zoals in de Death Valley, waar vier leden van de Jayhawker Party bezweken aan dorst.

### Evolutie van de reizigersaantallen
Na het uitbreken van de Mexicaans-Amerikaanse Oorlog in 1846 namen de Verenigde Staten Californië in, wat door Mexico erkend werd in 1848. Datzelfde jaar werd in Californië goud ontdekt en ontstond de Californische goldrush, waardoor de stroom kolonisten en gelukszoekers meer dan vertienvoudigde. Vanaf de jaren 1860 raakte de route in onbruik door de aanleg van de Transcontinental Railroad, de eerste spoorweg die Californië met het oosten van de VS verbond en in 1869 afgewerkt werd. Zowel de spoorweg als de later aangelegde snelwegen U.S. Highway 40 en Interstate 80 lopen gedeeltelijk over dezelfde route als de California Trail.
Delen van de California Trail worden tegenwoordig beschermd en onderhouden, zoals in het City of Rocks National Reserve in het zuiden van Idaho, waar de sporen van huifkarren nog te bezichtigen zijn. Ook zijn de namen te zien die kolonisten met vet op rotsen geschreven hebben.